# Manel Loureiro
Manel Loureiro   (Pontevedra, 30 de desembre de 1975) és un escriptor, periodista i advocat gallec. Llicenciat en Dret per la Universitat de Santiago de Compostel·la, ha treballat com a presentador de televisió a la Televisió de Galícia i com a guionista. Col·labora amb el Diario de Pontevedra, ABC i amb la revista El Mundo. A més a més és un col·laborador habitual de la Cadena SER i de la revista GQ en la seva edició en castellà. Des de l'any 2016 és una característica regular en el programa de televisió Cuarto Milenio en Cuatro, de Mediaset Espanya de Comunicació.

## Èxit internacional
La seva primera novel·la, l'Apocalipsi Z, és un thriller que va començar com un blog a internet. A causa del gran èxit del qual va gaudir, va ser publicat per Dolmen a Espanya a l'any 2007, i més tard es va tornar a publicar per Plaza&Janés. També es va retirar, finançat a través del crowdfunding, un joc de taula basat en el mateix: http://apocalipsisz.com/ Arxivat 2018-12-14 a Wayback Machine.
Les seves següents novel·les, Els Foscos Dies i La Ira dels Justos, van ser publicades per Plaza & Janés, grup editorial Random House Mondadori.
Les seves novel·les han estat traduïdes a més de vint idiomes. És un dels pocs escriptors contemporanis en castellà d'Espanya que ha aconseguit superar la barrera de 200.000 exemplars venuts als Estats Units, juntament amb Javier Sierra i Carlos Ruiz Zafón.
La seva novel·la L'últim passatger (Planeta, 2013) ha estat un dels llibres més venuts de l'any 2013 a Espanya.
El 2014 es va convertir en el primer autor espanyol a prendre posició en la llista de les tres millors vendes de llibres als Estats Units només amb les reserves prèvies de la seva novel·la L'Últim Passatger, i l'únic autor no anglosaxó trobat en la llista d'autors més venuts de l'any als Estats Units.
Hi ha plans d'adaptar al cinema qualsevol de les seves novel·les.

### Narrativa
- Apocalipsi Z (Dolmen de 2008, re-publicat per Plaza & Janés, 2010)
- Els Foscos Dies (Plaza & Janés, 2010)
- Joc de Trons: Un llibre tan afilat com l'acer Valiri (Errata Naturae, 2011), coautor.
- La Ira dels Justos (Plaza & Janés, 2011)
- L'últim passatger (Planeta, 2013)
- Brillantor (Planeta, 2015)
- Vint (Planeta, 2017)

## Polèmica
L'obra Apocalipsi Z va ser acusada per un blog com un plagi en castellà de les parts d'un web en anglès prèvia a la novel·la, pionera en l'esquema proposat per Loureiro.

## Un llibre d'un euro
Loureiro, juntament amb Juan Gómez-Jurado, un dels impulsors de la iniciativa 1libro1euro, que va tenir una àmplia difusió a les xarxes socials, i que consisteix en una pàgina web en la qual diversos autors posen llibres de la seva autoria a l'abast del públic, demanant una donació d'un euro a favor de Save the Children. Al març del 2011, la iniciativa ja havia recaptat més de 40.000 euros.